# Pauline Worm
Pauline Frederikke Worm (født 29. november 1825 i Hyllested, død 13. december 1883 i København) var en dansk forfatter og kvindesagsforkæmper.
Pauline Worm var datter af sognepræst Peter Worm og Louise Theodora Petrine Hjort. Hun blev undervist i hjemmet af faren. I 1847-50 var hun huslærerinde i Præstø, hvorpå hun havde en mindre pigeskole, først i Randers og senere en lignende i Aarhus, men hun måtte opgive skoleledelsen, da hun ikke var særligt administrativt eller pædagogisk begavet. Fra 1865 og en lang årrække frem var hun lærerinde i Randers.
Hendes første offentlige optræden var med et digt i Fædrelandet (28. januar 1848) til den nye konge, Frederik 7. I 1851 skrev hun Fire Breve om Clara Raphael og i 1857 en stor roman, De fornuftige, der stærkt hævdede kvindernes ret til selvstændig tænkning og handling i modsætning til slægtninges smålige "fornufthensyn".
Hun var tidligt blevet grebet af tanken om kvindernes ligestilling og kæmpede for den indtil det sidste. Pauline Worm var i 1865 den første danske kvinde, der holdt et offentligt foredrag, og hun udgav senere flere småskrifter, samt talrige artikler og digte i blade og tidsskrifter som varm talsmand for modersmålet, fædrelandet og dets forsvar. En digtsamling, Vaar og Høst, udkom i 1864 (2. udgave 1874).
Hun fik ikke større anerkendelse for sit skønlitterære forfatterskab, men opnåede dog at komme på finansloven i 1883 (hendes dødsår).

## Breve
Uddrag af brev til Mathilde Bajer, 25. november 1871:
| „ | Det kan ikke klart nok eller eftertrykkeligt nok siges, at, idet vi ville bane Kvindens Vej til selvstændigt, hæderligt Erhverv, værner vi just om Ægteskabets Hellighed ved at løfte det op over den Jammerlighed, som Forsørgelseshensyn har sænket det ned i. Hvad der imidlertid forekommer mig at være det første Skridt, som det danske Kvindesamfund må gøre, naar det har konstitueret sig, er Indgivelsen af en Adresse til Rigsdagen om Forandringer i den gifte Kvindes formueretslige Stilling. Dernæst maa der virkes for et Fond, der understøtter kvindelige Talenter i forskellige Retninger samt lønner og opmuntrer ethvert Foretagende, der gaar ud paa at bryde nye Baner for kvindelig Virksomhed. | “ |
|   | — Karen Skovbjerg: Da kvinden blev borger. |   |